# 미에슈코 1세
미에슈코 1세(폴란드어: Mieszko I, 930년경 ~ 992년 5월 25일)는 폴란드 피아스트 왕조의 공작이자 초대 국왕(재위: 960년 ~ 992년)이다. 폴란드를 기독교 국가로 변화시키고 폴란드의 영토를 발트해까지 넓히는 업적을 남겼다.
시에모미수의 아들로 태어났으며 960년 국왕에 즉위했다. 966년 독일인들에 의해 강요된 개종에 저항하는 명령에 의하여 로마로부터 기독교를 받아들였다. 또한 보헤미아, 갈리치아, 포메라니아의 합병을 통하여 폴란드의 영토를 발트해까지 넓혔다. 그의 왕위는 아들인 볼레스와프 1세 흐로브리가 승계받았다.